# Barraca A-05
La barraca A-05, és una barraca de vinya del municipi de Subirats (Alt Penedès), situada al nord del barri de la Guàrdia, a Sant Pau d'Ordal.
És una construcció aixecada en pedra seca, de planta circular i forma troncocònica, de 3,80 m de diàmetre a la base i una alçada màxima de 3,07 m, construïda aprofitant grans blocs de pedra preexistents, al lateral esquerre de la porta. La construcció és de la tipologia de sostre de falsa cúpula. Té un cocó a l'interior.  El portal, de llinda simple, està orientat al sud, té una alçada de 147 cm, una amplada de 63 cm i un gruix de 72 cm. Està en bon estat de conservació.
El codi utilitzat en la denominació d'aquesta barraca (lletra + número) procedeix d'un estudi realitzat per Araceli Soler i Jaume Rovira, que intenta sistematitzar la informació sobre aquests elements arquitectònics al terme de Subirats.